# Campeonato Sudamericano de Fútbol Sub-20 de 2007
El Campeonato Sudamericano Sub 20 2007 se llevó a cabo en Paraguay, entre el 7 y el 28 de enero de 2007. Además de clasificar las cuatro mejores selecciones a la Copa Mundial de Fútbol Sub-20 de 2007, otorgó dos plazas para los Juegos Olímpicos de Pekín 2008.
La selección de Brasil finalmente se consagró campeona del torneo por novena vez en su historia y aseguró, junto con Argentina, los pasajes a los Juegos Olímpicos y al Mundial, mientras que Uruguay y Chile solo clasificaron al mundial de la categoría que se realizó en Canadá entre los meses de junio y julio de 2007. El siguiente Sudamericano se realizó en Venezuela en el 2009.

## Sedes
Las sedes de este campeonato fueron:
| Ciudad               | Estadio                        | Capacidad |
| -------------------- | ------------------------------ | --------- |
| Asunción             | Estadio Defensores del Chaco   | 45.000    |
| Ciudad del Este      | Estadio Antonio Oddone Sarubbi | 29.000    |
| Pedro Juan Caballero | Estadio Río Parapití           | 25.000    |
| Luque                | Estadio Feliciano Cáceres      | 24.000    |

## Participantes
Participaron en el torneo los equipos representativos de las 10 asociaciones nacionales afiliadas a la Confederación Sudamericana de Fútbol:
| Equipos participantes | Equipos participantes | Equipos participantes | Equipos participantes | Equipos participantes |
| --------------------- | --------------------- | --------------------- | --------------------- | --------------------- |
| Argentina             | Bolivia               | Brasil                | Chile                 | Colombia              |
| Ecuador               | Paraguay              | Perú                  | Uruguay               | Venezuela             |

## Primera fase
Los 10 equipos participantes en la primera fase se dividieron en 2 grupos de 5 equipos cada uno. Luego de una liguilla simple (a una sola rueda de partidos), pasaron a segunda ronda los equipos que ocuparon las posiciones primera, segunda y tercera de cada grupo.
En caso de empate en puntos en cualquiera de las posiciones, la clasificación se determinó siguiendo en orden los siguientes criterios:
- Diferencia de goles.
- Cantidad de goles marcados.
- El resultado del partido jugado entre los empatados.
- Por sorteo.

### Grupo A
| Equipo   | Pts | PJ | PG | PE | PP | GF | GC | Dif |
| -------- | --- | -- | -- | -- | -- | -- | -- | --- |
| Brasil   | 10  | 4  | 3  | 1  | 0  | 10 | 4  | 6   |
| Paraguay | 8   | 4  | 2  | 2  | 0  | 3  | 1  | 2   |
| Chile    | 6   | 4  | 2  | 0  | 2  | 10 | 5  | 5   |
| Bolivia  | 4   | 4  | 1  | 1  | 2  | 4  | 8  | -4  |
| Perú     | 0   | 4  | 0  | 0  | 4  | 4  | 11 | -7  |

| 7 de enero de 2007, 19:50 | Brasil                                        | 4:2 (0:1) | Chile                  | Estadio Río Parapití, Pedro Juan Caballero |                                         |
|                           | Leandro Lima 46' 65' · Alexandre Pato 71' 76' |           | Isla 18' · Sánchez 73' | Árbitro(s): Sergio Pezzotta (Argentina)    | Árbitro(s): Sergio Pezzotta (Argentina) |

| 7 de enero de 2007, 22:00 | Paraguay | 0:0 | Bolivia | Estadio Río Parapití, Pedro Juan Caballero |  |
|                           |          |     |         | Árbitro(s): Albert Duarte (Colombia)       |  |

| 9 de enero de 2007, 19:50 | Paraguay   | 1:0 (1:0) | Chile | Estadio Río Parapití, Pedro Juan Caballero |                                       |
|                           | Bogado 15' |           |       | Árbitro(s): Roberto Silvera (Uruguay)      | Árbitro(s): Roberto Silvera (Uruguay) |

| 9 de enero de 2007, 22:00 | Brasil       | 2:1 (1:1) | Perú        | Estadio Río Parapití, Pedro Juan Caballero |                                   |
|                           | Lucas 9' 90' |           | Ísmodes 33' | Árbitro(s): Samuel Haro (Ecuador)          | Árbitro(s): Samuel Haro (Ecuador) |

| 11 de enero de 2007, 19:50 | Bolivia | 0:4 (0:3) | Chile                                 | Estadio Río Parapití, Pedro Juan Caballero |                                         |
|                            |         |           | Larrondo 15' 32' · Vidangossy 40' 66' | Árbitro(s): Manuel Andarcia (Venezuela)    | Árbitro(s): Manuel Andarcia (Venezuela) |

| 11 de enero de 2007, 22:00 | Paraguay          | 1:0 (1:0) | Perú | Estadio Río Parapití, Pedro Juan Caballero |                                         |
|                            | Huerta 37' (a.g.) |           |      | Árbitro(s): Sergio Pezzotta (Argentina)    | Árbitro(s): Sergio Pezzotta (Argentina) |

| 13 de enero de 2007, 18:50 | Perú                                   | 2:4 (1:1) | Chile                                 | Estadio Río Parapití, Pedro Juan Caballero |                                      |
|                            | Elías 35' (pen.) · Larrondo 87' (a.g.) |           | Medina 10' 70' (pen.) · Vidal 65' 80' | Árbitro(s): Albert Duarte (Colombia)       | Árbitro(s): Albert Duarte (Colombia) |

| 13 de enero de 2007, 21:00 | Brasil                                   | 3:0 (0:0) | Bolivia | Estadio Río Parapití, Pedro Juan Caballero |                                   |
|                            | Luiz Adriano 63' · Tchô 80' · Pato 90+1' |           |         | Árbitro(s): Samuel Haro (Ecuador)          | Árbitro(s): Samuel Haro (Ecuador) |

| 15 de enero de 2007, 19:50 | Perú         | 1:4 (1:1) | Bolivia                                         | Estadio Río Parapití, Pedro Juan Caballero |                                         |
|                            | Quiñónez 18' |           | Pinedo 35' · Campos 72' (pen.) 75' · Fierro 78' | Árbitro(s): Manuel Andarcia (Venezuela)    | Árbitro(s): Manuel Andarcia (Venezuela) |

| 15 de enero de 2007, 22:00 | Brasil   | 1:1 (0:0) | Paraguay    | Estadio Río Parapití, Pedro Juan Caballero |                                       |
|                            | Tchô 87' |           | Cáceres 64' | Árbitro(s): Roberto Silvera (Uruguay)      | Árbitro(s): Roberto Silvera (Uruguay) |

### Grupo B
| Equipo    | Pts | PJ | PG | PE | PP | GF | GC | Dif |
| --------- | --- | -- | -- | -- | -- | -- | -- | --- |
| Colombia  | 9   | 4  | 3  | 0  | 1  | 5  | 3  | 2   |
| Uruguay   | 7   | 4  | 2  | 1  | 1  | 6  | 5  | 1   |
| Argentina | 5   | 4  | 1  | 2  | 1  | 11 | 6  | 5   |
| Ecuador   | 4   | 4  | 1  | 1  | 2  | 5  | 5  | 0   |
| Venezuela | 3   | 4  | 1  | 0  | 3  | 3  | 11 | -8  |

| 8 de enero de 2007, 19:50 | Uruguay | 0:1 (0:1) | Venezuela | Antonio Oddone Sarubbi, Ciudad del Este |                                       |
|                           |         |           | Antón 10' | Árbitro(s): Víctor Hugo Rivera (Perú)   | Árbitro(s): Víctor Hugo Rivera (Perú) |

| 8 de enero de 2007, 22:00 | Argentina | 1:1 (0:0) | Ecuador       | Antonio Oddone Sarubbi, Ciudad del Este |                                       |
|                           | Abán 56'  |           | Rodríguez 75' | Árbitro(s): Ricardo Grance (Paraguay)   | Árbitro(s): Ricardo Grance (Paraguay) |

| 10 de enero de 2007, 19:50 | Uruguay                   | 2:1 (0:0) | Ecuador     | Antonio Oddone Sarubbi, Ciudad del Este |                                   |
|                            | Cavani 48' · Figueroa 61' |           | Moreira 78' | Árbitro(s): Enrique Osses (Chile)       | Árbitro(s): Enrique Osses (Chile) |

| 10 de enero de 2007, 22:00 | Argentina | 1:2 (1:0) | Colombia                    | Antonio Oddone Sarubbi, Ciudad del Este |                                      |
|                            | Fazio 10' |           | Mosquera 72' · Quintero 78' | Árbitro(s): Leonardo Gaciba (Brasil)    | Árbitro(s): Leonardo Gaciba (Brasil) |

| 12 de enero de 2007, 19:50 | Venezuela | 1:3 (0:0) | Ecuador                                     | Antonio Oddone Sarubbi, Ciudad del Este |                                   |
|                            | Antón 85' |           | Moreira 55' · Arroyo 73' (pen.) · Ayoví 84' | Árbitro(s): Iván Gamboa (Bolivia)       | Árbitro(s): Iván Gamboa (Bolivia) |

| 12 de enero de 2007, 22:00 | Uruguay    | 1:0 (0:0) | Colombia | Antonio Oddone Sarubbi, Ciudad del Este |                                       |
|                            | Cavani 54' |           |          | Árbitro(s): Ricardo Grance (Paraguay)   | Árbitro(s): Ricardo Grance (Paraguay) |

| 14 de enero de 2007, 19:50 | Colombia | 1:0 (0:0) | Ecuador | Antonio Oddone Sarubi, Ciudad del Este |                                       |
|                            | Pino 64' |           |         | Árbitro(s): Víctor Hugo Rivera (Perú)  | Árbitro(s): Víctor Hugo Rivera (Perú) |

| 14 de enero de 2007, 22:00 | Argentina                                                  | 6:0 (3:0) | Venezuela | Antonio Oddone Sarubi, Ciudad del Este |                                   |
|                            | Mouche 11' 26' 62' · Moralez 43' · Sosa 86' · Di Santo 89' |           |           | Árbitro(s): Enrique Osses (Chile)      | Árbitro(s): Enrique Osses (Chile) |

| 16 de enero de 2007, 19:50 | Colombia                    | 2:1 (0:1) | Venezuela             | Antonio Oddone Sarubi, Ciudad del Este |                                   |
|                            | Cardenas 52' · Palomino 62' |           | Piedrahíta 28' (pen.) | Árbitro(s): Iván Gamboa (Bolivia)      | Árbitro(s): Iván Gamboa (Bolivia) |

| 16 de enero de 2007, 22:00 | Argentina                   | 3:3 (3:1) | Uruguay                          | Antonio Oddone Sarubi, Ciudad del Este |                                      |
|                            | Di Maria 28' 42' · Sosa 45' |           | Cavani 6' 60' (pen.) · Laens 77' | Árbitro(s): Leonardo Gaciba (Brasil)   | Árbitro(s): Leonardo Gaciba (Brasil) |

## Ronda final
La ronda final se disputó con el mismo sistema de juego de todos contra todos por los seis equipos clasificados de la primera ronda.
En caso de empate en puntos en cualquiera de las posiciones, la clasificación se determinó siguiendo en orden los siguientes criterios:
- Diferencia de goles.
- Cantidad de goles marcados.
- El resultado del partido jugado entre los empatados.
- Por sorteo.

| Equipo    | Pts | PJ | PG | PE | PP | GF | GC | Dif |
| --------- | --- | -- | -- | -- | -- | -- | -- | --- |
| Brasil    | 11  | 5  | 3  | 2  | 0  | 10 | 5  | 5   |
| Argentina | 9   | 5  | 2  | 3  | 0  | 4  | 2  | 2   |
| Uruguay   | 7   | 5  | 2  | 1  | 2  | 7  | 6  | 1   |
| Chile     | 6   | 5  | 1  | 3  | 1  | 10 | 6  | 4   |
| Paraguay  | 6   | 5  | 2  | 0  | 3  | 7  | 9  | -2  |
| Colombia  | 1   | 5  | 0  | 1  | 4  | 2  | 12 | -10 |

|  | Clasificados para el Mundial Sub-20 2007 y los Juegos Olímpicos de 2008 |
|  | Clasificados para el Mundial Sub-20 2007                                |

| 19 de enero de 2007, 17:40 | Colombia | 0:5 (0:1) | Chile                                                  | Defensores del Chaco, Asunción        |                                       |
|                            |          |           | Vidal 36' · Medina 52' 60' · Larrondo 72' · Arenas 85' | Árbitro(s): Ricardo Grance (Paraguay) | Árbitro(s): Ricardo Grance (Paraguay) |

| 19 de enero de 2007, 19:50 | Paraguay          | 1:3 (0:3) | Uruguay                                         | Defensores del Chaco, Asunción       |                                      |
|                            | Bogado 64' (pen.) |           | Kagelmacher 4' · Vonder Putten 14' · Cavani 27' | Árbitro(s): Leonardo Gaciba (Brasil) | Árbitro(s): Leonardo Gaciba (Brasil) |

| 19 de enero de 2007, 22:00 | Brasil                       | 2:2 (1:0) | Argentina             | Defensores del Chaco, Asunción        |                                       |
|                            | Luiz Adriano 27' · Lucas 60' |           | Sosa 46' · Cahais 57' | Árbitro(s): Roberto Silvera (Uruguay) | Árbitro(s): Roberto Silvera (Uruguay) |

| 21 de enero de 2007, 17:40 | Paraguay | 0:1 (0:1) | Argentina  | Feliciano Cáceres, Luque              |                                       |
|                            |          |           | Cahais 33' | Árbitro(s): Roberto Silvera (Uruguay) | Árbitro(s): Roberto Silvera (Uruguay) |

| 21 de enero de 2007, 19:50 | Brasil              | 2:2 (0:0) | Chile                         | Feliciano Cáceres, Luque             |                                      |
|                            | Pato 69' · Tchô 85' |           | Vidal 84' (pen.) 90+4' (pen.) | Árbitro(s): Albert Duarte (Colombia) | Árbitro(s): Albert Duarte (Colombia) |

| 21 de enero de 2007, 22:00 | Colombia | 0:2 (0:0) | Uruguay                     | Feliciano Cáceres, Luque                |                                         |
|                            |          |           | Figueroa 57' · Cavani 90+2' | Árbitro(s): Sergio Pezzotta (Argentina) | Árbitro(s): Sergio Pezzotta (Argentina) |

| 23 de enero de 2007, 17:40 | Chile | 0:0 | Argentina | Defensores del Chaco, Asunción        |  |
|                            |       |     |           | Árbitro(s): Ricardo Grance (Paraguay) |  |

| 23 de enero de 2007, 19:50 | Colombia              | 2:3 (2:1) | Paraguay                    | Defensores del Chaco, Asunción    |                                   |
|                            | Chalar 16' · Pino 45' |           | Acuña 26' 73' · Benítez 56' | Árbitro(s): Samuel Haro (Ecuador) | Árbitro(s): Samuel Haro (Ecuador) |

| 23 de enero de 2007 22:00 | Brasil                                        | 3:1 (3:0) | Uruguay    | Defensores del Chaco, Asunción          |                                         |
|                           | David 16' · Pato 31' · Kagelmacher 38' (a.g.) |           | Cavani 81' | Árbitro(s): Sergio Pezzotta (Argentina) | Árbitro(s): Sergio Pezzotta (Argentina) |

| 25 de enero de 2007, 17:40 | Uruguay    | 1:1 (0:1) | Chile      | Defensores del Chaco, Asunción       |                                      |
|                            | Díaz 90+1' |           | Medina 15' | Árbitro(s): Leonardo Gaciba (Brasil) | Árbitro(s): Leonardo Gaciba (Brasil) |

| 25 de enero de 2007, 19:50 | Colombia | 0:0 | Argentina | Defensores del Chaco, Asunción    |  |
|                            |          |     |           | Árbitro(s): Samuel Haro (Ecuador) |  |

| 25 de enero de 2007 22:00 | Brasil        | 1:0 (0:0) | Paraguay | Defensores del Chaco, Asunción        |                                       |
|                           | Danilinho 88' |           |          | Árbitro(s): Roberto Silvera (Uruguay) | Árbitro(s): Roberto Silvera (Uruguay) |

| 28 de enero de 2007, 17:40 | Chile                  | 2:3 (1:0) | Paraguay                                    | Defensores del Chaco, Asunción    |                                   |
|                            | Arenas 19' · Vidal 56' |           | Bogado 47' (pen.) · Acuña 54' · Escobar 61' | Árbitro(s): Samuel Haro (Ecuador) | Árbitro(s): Samuel Haro (Ecuador) |

| 28 de enero de 2007, 19:50 | Uruguay | 0:1 (0:0) | Argentina    | Defensores del Chaco, Asunción        |                                       |
|                            |         |           | Acosta 90+2' | Árbitro(s): Ricardo Grance (Paraguay) | Árbitro(s): Ricardo Grance (Paraguay) |

| 28 de enero de 2007, 22:00 | Brasil                | 2:0 (2:0) | Colombia | Defensores del Chaco, Asunción        |                                       |
|                            | Lucas 25' · Edgar 45' |           |          | Árbitro(s): Victor Hugo Rivera (Perú) | Árbitro(s): Victor Hugo Rivera (Perú) |

|                   |
| Bandera de Brasil |
| Campeón Brasil    |
| 9.° título        |

### Clasificación general
| Pos. | Selección | Gr. | Pts. | PJ | PG | PE | PP | GF | GC | Dif |
| ---- | --------- | --- | ---- | -- | -- | -- | -- | -- | -- | --- |
| 1    | Brasil    | A   | 21   | 9  | 6  | 3  | 0  | 20 | 10 | +10 |
| 2    | Argentina | B   | 14   | 9  | 3  | 5  | 1  | 15 | 8  | +7  |
| 3    | Uruguay   | B   | 14   | 9  | 4  | 2  | 3  | 13 | 11 | +2  |
| 4    | Chile     | A   | 12   | 9  | 3  | 3  | 3  | 20 | 11 | +9  |
| 5    | Paraguay  | A   | 14   | 9  | 4  | 2  | 3  | 10 | 10 | 0   |
| 6    | Colombia  | B   | 10   | 9  | 3  | 1  | 5  | 7  | 15 | -8  |
| 7    | Ecuador   | B   | 4    | 4  | 1  | 1  | 2  | 5  | 5  | 0   |
| 8    | Bolivia   | A   | 4    | 4  | 1  | 1  | 1  | 4  | 8  | -4  |
| 9    | Venezuela | B   | 3    | 4  | 1  | 0  | 3  | 3  | 11 | -8  |
| 10   | Perú      | A   | 0    | 4  | 0  | 0  | 4  | 4  | 11 | -7  |

## Clasificados a competencias intercontinentales
| Competencias                          | Países clasificados            |
| ------------------------------------- | ------------------------------ |
| Copa Mundial de Fútbol Sub-20 de 2007 | Brasil Argentina Uruguay Chile |
| Juegos Olímpicos de Pekín 2008        | Brasil Argentina               |

## Goleadores
| Jugador          | Selección | Goles |
| ---------------- | --------- | ----- |
| Edinson Cavani   | Uruguay   | 7     |
| Arturo Vidal     | Chile     | 6     |
| Alexandre Pato   | Brasil    | 5     |
| Nicolás Medina   | Chile     | 5     |
| Lucas            | Brasil    | 4     |
| Nicolás Larrondo | Chile     | 3     |
| Pablo Mouche     | Argentina | 3     |
| Tchô             | Brasil    | 3     |
| Ismael Sosa      | Argentina | 3     |
| Cristian Bogado  | Paraguay  | 3     |